# Ypsilanti (Dakota Północna)
Ypsilanti – jednostka osadnicza w Stanach Zjednoczonych, w stanie Dakota Północna, w hrabstwie Stutsman.